# Francisco Pineda (ecologista)
Francisco Pineda (San Isidro, Cabañas, El Salvador, 1967) es un ambientalista salvadoreño. Fue galardonado con el Premio Ambiental Goldman en 2011, por sus esfuerzos en la protección de los recursos hídricos en El Salvador contra la contaminación de los proyectos mineros.